# Yūko Miyamura
Yūko Miyamura (宮村 優子 Miyamura Yūko?, Kōbe, 4 de diciembre de 1972), nombre de casada Yūko Seki (関 優子 Seki Yūko?) es una actriz, seiyū, cantante de J-pop y directora de audio. Se graduó de la división de teatro del Tōhō Gakuen College of Drama and Music. Su apodo es Miyamū (みやむー Miyamū?). Es conocida por su roles como Asuka Langley Soryu en Neon Genesis Evangelion, Kazuha Toyama en Detective Conan, Casca en Berserk (1997), y Hinagiku Tamano en Wedding Peach.
Miyamura también ha lanzado varios álbumes en CD como cantante. Adicionalmente, tuvo un pequeño papel en la película Battle Royale anunciando las reglas del evento. Ella está afiliada con Techno Sound como directora de sonido y con Japan Action Enterprises como seiyū. Miyamura fue diagnosticada con la enfermedad de Graves Basedow en mayo de 2007 después de sufrir exoftalmia.

## Filmografía

### Anime
- Astro Boy (2003) (Mimi)
- Berserk (1997) (Casca)
- Brave Police J-Decker (su debut) (Regina)
- Detective Conan (Kazuha Toyama)
- Clamp School Detectives (Utako Ōkawa)
- Dragon Ball Z (Maron)
- Eat-Man '98 (Maira)
- Great Teacher Onizuka (Nanako Mizuki)
- Hyper Police (Natsuki Sasahara)
- Juuni Senshi Bakuretsu Eto Ranger (Souffle)
- My-HiME (Alyssa Searrs)
- Neon Genesis Evangelion (Asuka Langley Soryu)
- Neo Ranga (Ushio Shimabara)
- NieA 7 (Niea)
- Outlaw Star (Aisha Clanclan)
- Pokémon (Akane)
- Spirit Hero Wataru (Suzume)
- Starship Girl Yamamoto Yohko (Ayano Elizabeth Hakuhōin)
- Those Who Hunt Elves (Ritsuko Inoue)
- VS Knight Lamune & 40 Fire (Parfait)
- Wedding Peach (Hinagiku Tamano)
- We Know You, Moonlight Mask-kun! (Naoto Yamamoto (primera voz))

### OVA
- Apocalypse Zero (Megumi)
- My Dear Marie (Marie)
- Starship Girl Yamamoto Yohko (Ayano Elizabeth Hakuhōin)
- Vampire Hunter: The Animated Series (Lei-Lei)
- Variable Geo (Satomi Yajima)
- Spectral Force (Hiro)

### Películas
- Evangelion: Death and Rebirth (Asuka Langley Sōryū)
- The End of Evangelion (Asuka Langley Sōryū)
- Evangelion: 1.0 You Are (Not) Alone (Asuka Langley Shikinami)
- Evangelion: 2.0 You Can (Not) Advance (Asuka Langley Shikinami)
- Evangelion: 3.0 You Can (Not) Redo (Asuka Langley Shikinami)
- Evangelion: 3.0+1.0 Thrice Upon a Time (Asuka Langley Shikinami)
- Gundam Wing: Endless Waltz (Girl #A)
- Rurouni Kenshin: The Motion Picture (Toki Takatsuki)

### Videojuegos
- Black/Matrix (Michette)
- Brave Fencer Musashi (Liquer)
- Burning Rangers (Tillis)
- Detective Conan: Tsuioku no Mirajiyu (Kazuha Toyama)
- Drakengard (Fairy)
- Honkai Impact 3rd (Collab Evangelion cómo Asuka)
- Series Kindaichi Case Files (Miyuki Nanase)
- Serie Kingdom Hearts (Larxene)
- Pocket Fighter (Chun-Li)
- Soul Edge (PlayStation version) (Seong Mi-na)
- Street Fighter Alpha series (Chun-Li)
- Street Fighter EX series (Chun-Li)
- Super Robot Wars series (Asuka Langley Soryu)
- Tail Concerto (Alicia Purisu)